# Summertime (singel)
”Summertime” - singiel Cody’ego Simpsona wydany w 2010 nakładem Atlantic.

## Lista utworów
1. „Summertime” (Radio Edit) - 3:10